# Карагуж
Карагуж — река в России, протекает по Майминскому району Республики Алтай и Красногорскому району Алтайского края. Устье реки находится в 29 км от устья реки Иши по левому берегу. Длина реки составляет 27 км. Населённые пункты: Карагуж и Верх-Карагуж.

## Данные водного реестра
По данным государственного водного реестра России относится к Верхнеобскому бассейновому округу, водохозяйственный участок реки — Катунь, речной подбассейн реки — Бия и Катунь. Речной бассейн реки — (Верхняя) Обь до впадения Иртыша.